# Крупский (фамилия)
Кру́пский (пол. Krupski, укр. Крупський, бел. Крупскі, лит. Krupskis) — западнославянская и восточнославянская фамилия, происходящая из Польши, где эта фамилия входит в число наиболее популярных.

## Образование фамилии
Образование фамилии: было до XIV ст. общей практикой для всех благородных семей в Европе. Фамилия происходит от приставки к личному имени шляхтичей, наследственно владевших родовым гнездом Крупе, родоначальников рода Крупских, согласно документальным текстам латынью и на польском — «де Крупэ». На латыни Иван де Крупе — «Johannis de Crupe» (до XIV ст.). В XV ст. под влиянием славянской культуры в текстах на польском появляется окончательно современная форма фамилии — «Крупский», по-польски Jan Krupski (Krupskij). Акт надела земли Иеронима Крупского, относящийся к 1534 году, содержит запись на латыни «Crupsky», Акт окончания учёбы в Краковском Университете Крупского Валерия, датированный 1550 годом — «Crupski». В западнорусских и российских текстах до XIX века употреблялась форма «Крупскій» («Крупскі») или «Крупский». В Российской империи недворянские фамилии стали общепринятыми после отмены крепостного права 1861 года.

## Происхождение
В рукописи авторитетного историка Польши римско-католического епископа Яна Длугоша (1415—1480 гг.) при описании герба «Корчак»: предки Крупских — Корчак (лат. Corczakowye), а их национальность и этническое происхождение — Русины (лат. Genus Ruthenicum). Первый известный предок герба Корчак — русин Крупский Ежи (1472—1548 годы жизни).

## Во времена Великого княжества Литовского и Речи Посполитой

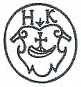
Оттиск печати пана волынского Иеронима Крупского 1576 года

Род Крупских был внесён в Гербовники Речи Посполитой, после 1413 года Унии Великого Княжества Литовского с Польшей.
В Реестре Войска Запорожского 1649 года 16 октября при короле Яне II Казимире и шляхетном гетмане Богдане Хмельницком в казачество записаны паны шляхтичи:
- Крупский Василь[12] (Каневский полк) в полковой сотне с Иваном Богуном[13],
- Крупский Олекса[14] (Кропивнянский полк),
- Крупский Леонтий[15] (полк Новицкого) хорунжий при шляхетном гетмане Иване Мазепе (1697 год).
- Крупский — казак Веницкой сотни Кальницкого полка (Реестр Запорожского войска 1649 г.)[16].
- Крупский Тимиш — казак Батуринского куреня (Реестр Запорожского войска 1756 г.)[17].

Другие персоны этого периода
1. Крупская София[18] (из земли Холмщины[19]) — панна боярыня замка г. Луцк (1528 г.), и её сестра Крупская Екатерина супруга князя Богдана Тура из рода Свирских (1512 г.)[20];
2. Крупский Георгий — ротмистр, руководитель 162 всадниками (1503 г.), шляхтич Подолья[21];
3. Курбский, Андрей Михайлович (1528—1583) — был записан в документах под фамилией Крупский.
4. Крупский Иван — войт в Смоленском воеводстве (4 апреля 1690 г.)[22];
5. Крупский Юрий Афанасьевич — в смоленской шляхте белорусского происхождения (19 сентября 1654 г.), шляхтич католического вероисповедания («Крестоприводная именная книга польских и московских людей»)[23].
6. Крупский Иоахим-Стефан (из Витебского воеводства) — электор (избиратель) короля Владислава IV (1595—1648)[24];
7. Крупский Давид — шляхтич Витебского воеводства (акты 1638—1641 гг.)[25];
8. Крупский Христофер (из Руського воеводства) — электор (выборщик) короля Владислава IV (1595—1648)[24];
9. Крупский Андрей (из земли Холмщины) — электор (выборщик) короля Михаила Корибута (1669—1673)[24];
10. Крупский Ян-Станислав (из земли Холмщины) — электор (выборщик) короля Августа II Сильного (1697 г.)[26];
11. Крупский Бернардус — монах францисканец, католический священник, богослов, автор книги «Объявление Небесных Тайн святой Бригиты» (1698 г.)[27];
12. Крупский Станислав-Иосафат — ландвойт города Гродно, подчаший города Стародуб (1727—1730 г.)[28],
13. Крупский Афанасий — владелец имения Каверляны (до 1742 г.)[29];
14. Крупский Андрей[30] — греко-католический миссионер ордена монахов святого Василия Великого получивший Грамоту на службу в Белую Русь Великого Княжества Литовского (ныне — Беларусь) 13 мая 1786 года от епископа Львовского, Галицкого и Каменецкого Петра Белянского (ныне на Украине);
15. Крупский Ян — чашник города Ошмяны, привилегия (грамота короля, конфирмация 17.04.1763 г.)[31].
16. Крупский Михаил — граничный судья города Минска (1817 г.)[32]

и др..

### Гербы носителей

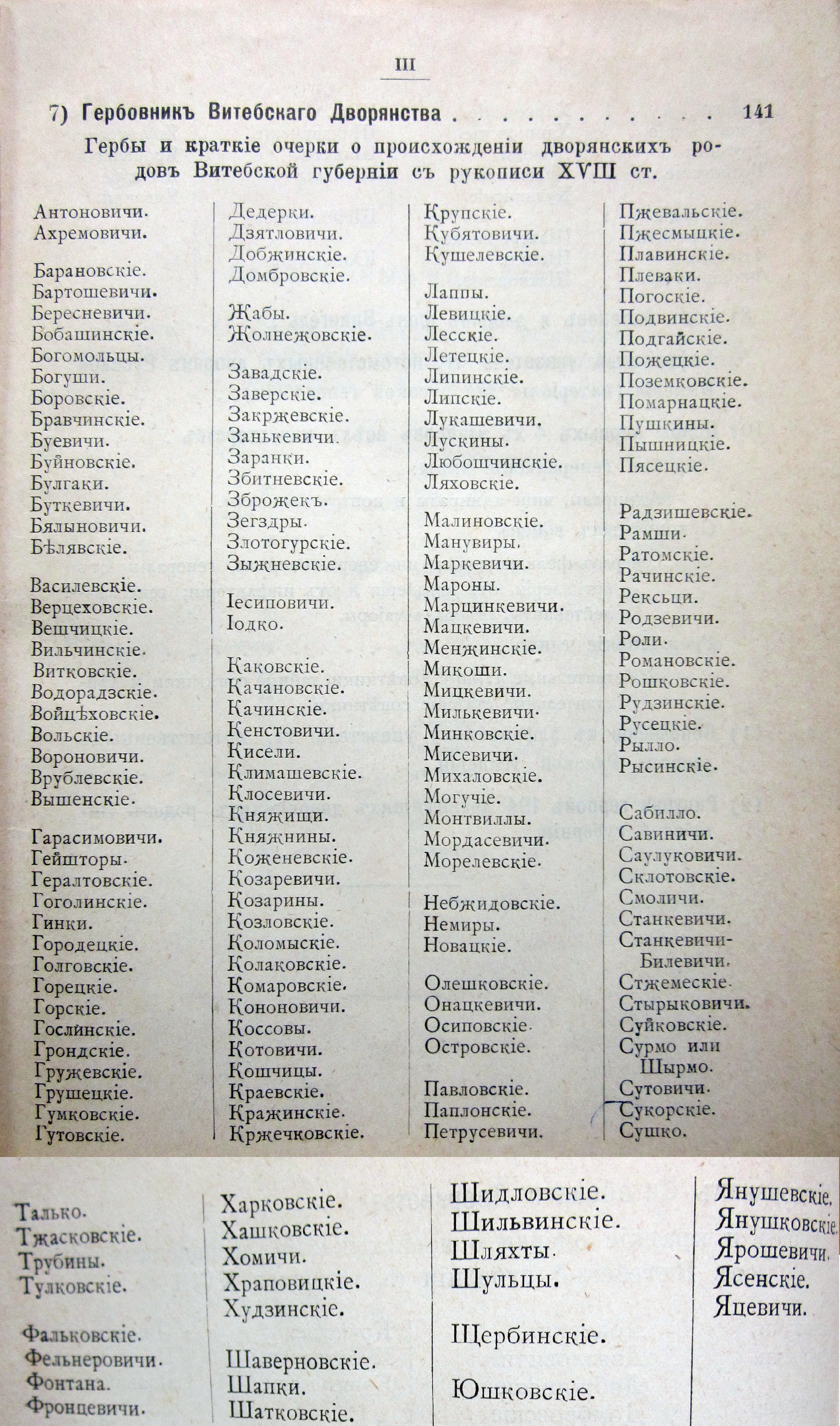
Шляхтичи Крупские в Гербовнике Витебского дворянства, г. Витебск, 1900 г.

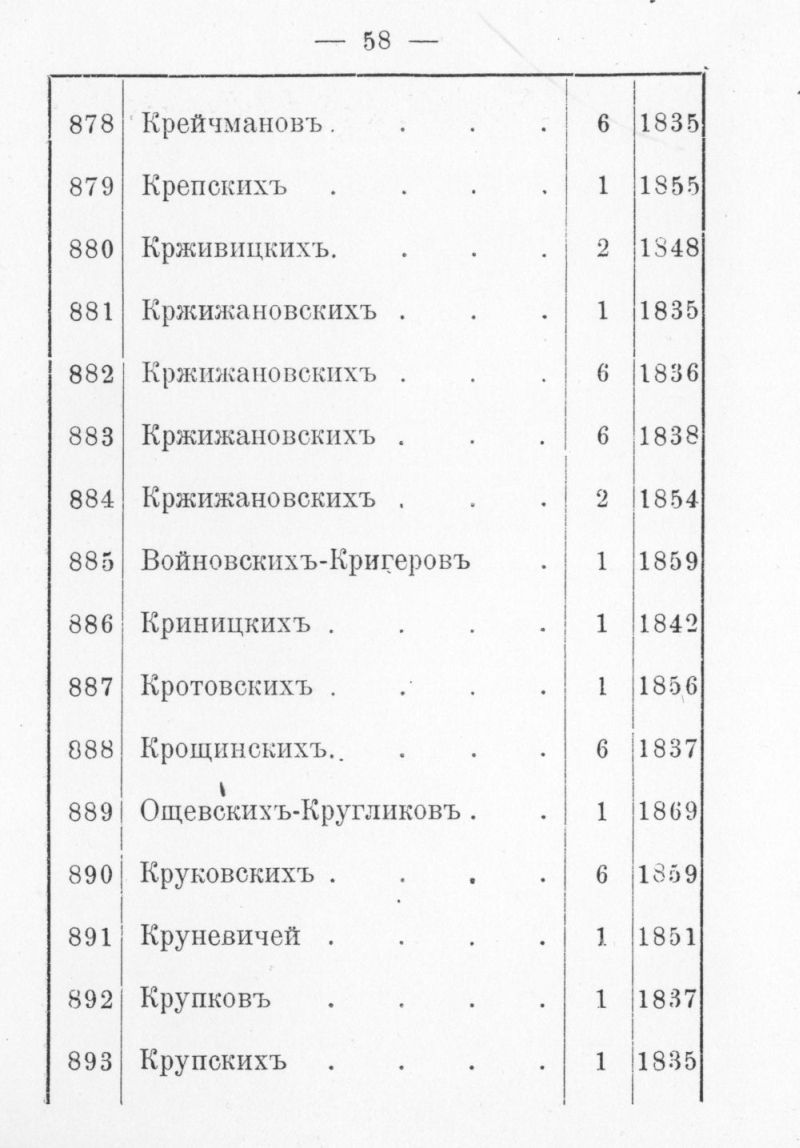
Крупские (№ 893) в «Алфавитном списке дворянских родов Минской губернии», г. Минск, 1903 г.

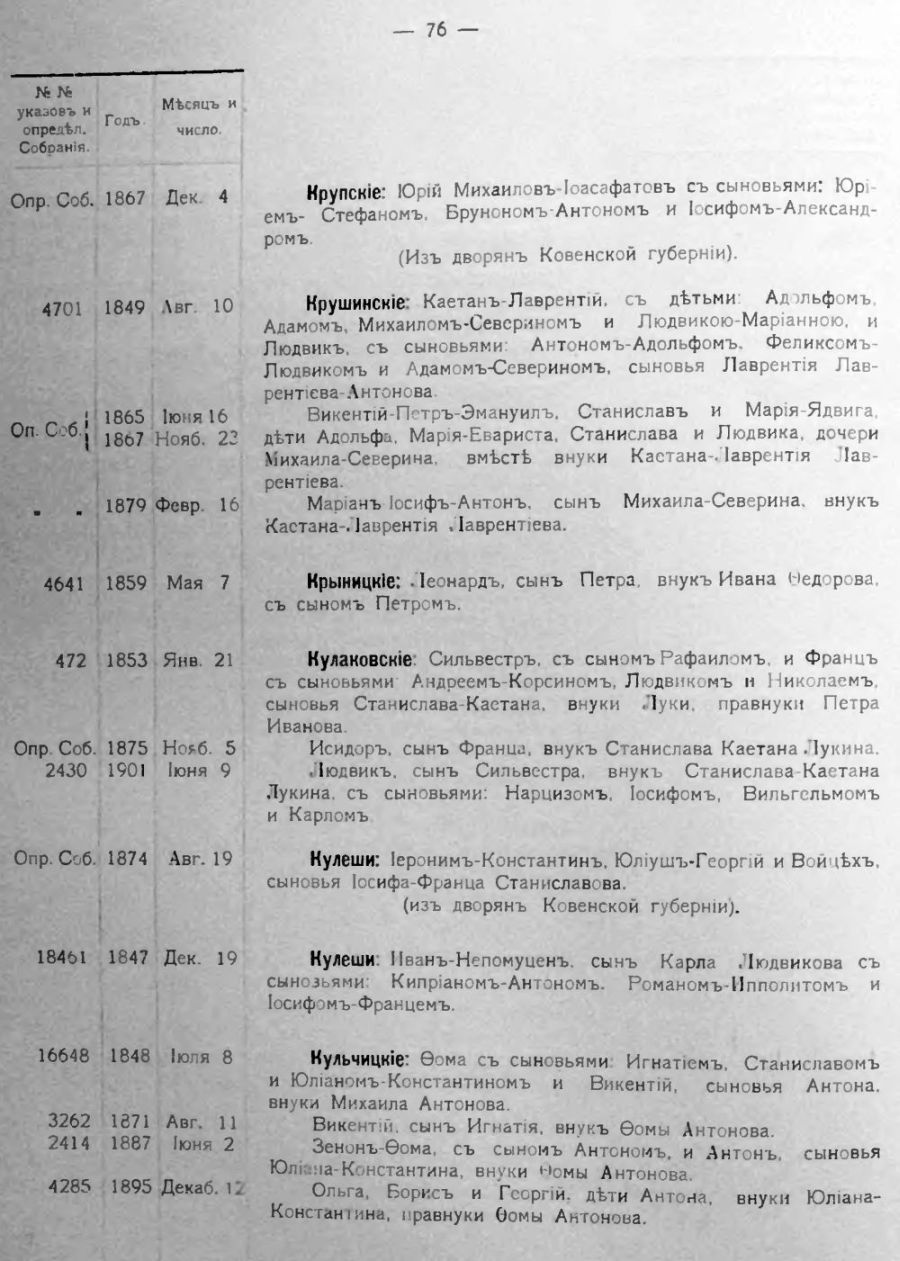
Крупские в Списке дворян Волынской губернии, г. Житомир, 1906 г.

Различные роды Крупских принадлежали к гербам
- герб «Корчак»[34],
- герб «Леварт»[35],
- герб «Шелига»[36],
- герб «Копач»[37],
- герб «Лев II»[38].

### Представители фамилии владели недвижимостью
- имение Новоселки Игуменского уезда Минской губернии Российской империи[39],
- имение Каверляны Минского воеводства Великого Княжества Литовского (до 1742 г., после 1742 г. — имение Шоломецы Речицкого павета)[40],
- Крупе, Орхово (Orchowo), Собебор (Sobiebor), Стрельце (пол. Strzelce), Дубно (пол. Dubnę), Гацы (Gaci, Gać), Белобожница (пол. Białóbożnica), Ястрабли (Jastrabli), Киселина (Kisielina), Осовки (Osówki), Лихановки (пол. Łychanowki), Устилуг (пол. Uściług), Людзин (Ludzin), Ометынец (пол. Ometyniec), Усвятье (пол. Uświacie), Узблочье (пол. Uzbłocia), Крупы Крупенина (пол. Krupie Krupienina), Чашичи (Czaszyc), Крупы Шилович (пол. Krup Szylowicz), Пилонэк (пол. Pilonek), Белыничи (пол. Białynicz), Бабиничи (Babnina), Хизы; имение Станишек (пол. Staniszek)[22]

и др..
Основывали церкви
- В 1507 г. — католический храм «Матери Божьей Утешения» (принадлежит Ордену Братьев Меньших Капуцинов) в городке Орхувек (около Влодавы), финансировали Крупский Ежи и Кристина[41].
- В 1727 г. — католический монастырь с храмом Ордена Доминиканцев в г. Гродно Крупский Станислав (финансировал 1283 злотых и 10 грошей по Акту № 6986)

и т. д..

## Во времена Российской империи
Род признан в российском дворянстве по Могилёвской губернии 16 марта 1799 года и 12 ноября 1811 года как «древний благородный дворянский род», со внесением в 6 часть Дворянской Родословной Книги. Довольно значительная часть рода не была утверждена в российском дворянстве и записана в податные сословия. Другие ветви родословного древа внесены в Дворянские Родословные Книги Минской, Витебской, Виленской, Ковенской, Волынской, Подольской и Киевской губерний. Были представители рода и в Австро-Венгерской империи.
Вероисповедание среди Крупских было греко-католическое (униаты), римско-католическое и православное (ортодоксы). В Российской империи после репрессий к униатскому вероисповеданию некоторые стали православными священниками и прихожанами. Но во многих странах мира до сих пор потомки рода исповедуют Католичество. Вследствие влияния протестантизма и атеизма в последний исторический период появились некоторые представители рода, исповедующие протестантизм или вовсе не практикующие христианство.
Персоны этого периода
1. Крупский Бонифаций Урбанович[52] — российский дворянин, поляк, римо-католик, участник польского восстания 1863 года против Российской Империи за восстановление Речи Посполитой в границах 1772 года;
2. Крупский Кирилл Кириллович[53] — военный капеллан, протоиерей, священник Русской Православной Церкви с 24.02.1842 г., один из старейших законоучителей Военного Ведомства Российской Империи, окончил Петербургскую Духовную Академию в 1837 г. и стал первым магистром богословия (теологии), занял кафедру философии в той же Академии (01.09.1837 г.), более пятидесяти лет в должности законоучителя Кавалерийских Юнкеров Николаевской Академии Генерального штаба (позже — Николаевское Кавалерийское Училище) и Школы Гвардейских Подпрапорщиков (8 мая 1896 г.см.);
3. открыватель месторождения золота, управляющий Салаирским рудником на Алтае Крупский Андрей Антонович (1854—1895)[54];
4. Крупский Н. Я.[55] — епархиальный наблюдатель церковно-приходских школ и школ грамоты у донских казаков при консистории Русской Православной Церкви в г. Новочеркасск, коллежский секретарь (1901—1903 гг.);
5. Кавалеры Военного ордена святого Георгия за русско-японскую войну 1904—1905 гг. (для христиан): Крупский Александр (№ 3669 2 ст., № 16976 3 ст., № 115932 4 ст.);, Крупский Бенедикт (№ 107435 4 ст.); Крупский Вацлав (№ 133465 4 ст.); Крупский Максим (№ 159066 4 ст.); Крупский Фома (№ 100881 4 ст.)[56];
6. Крупский Георгий Александрович — поручик отдельного конного полка (Общий список офицерских чинов Российской Императорской Армии на 1-е января 1909 г.)[57];
7. Крупский Александр Игнатьевич (*1836 — †1883 г. у Новодевичьего монастыря в СПб) — присяжный поверенный (дядя Н. К. Крупской).
8. Крупский, Андрей Антонович -первооткрыватель Салаирского золота.
9. Крупская, Надежда Константиновна — революционерка, жена Ульянова (Ленина)

## Во времена СССР
- 765 носителей фамилии «Крупский» и 7 человек фамилии «Крупская» погибли на военной службе в действующей армии в период Второй мировой войны (1939—1945 гг.)[58].
- 70 носителей фамилии «Крупский» и 20 человек фамилии «Крупская» были репрессированы коммунистическим режимом в СССР[59], и впоследствии реабилитированы (посмертно)[60].

Персоны этого периода
1. Крупский Роман — польский офицер, репрессированный в Катыни НКВД СССР (март-май 1940 г.);
2. Крупский — один из руководителей антибольшевистского восстания в ноябре 1918 г. в Вялишском уезде Западной области (Коммуны)[61].
3. Крупская, Надежда Константиновна — государственный деятель, жена Ленина

## География
Ныне большая часть носителей фамилии (более 2000 потомков) проживает на постсоветском пространстве (Россия, Украина, Белоруссия, Литва, Латвия, Эстония, Молдавия, Таджикистан, Узбекистан, Казахстан, Грузия) и в Польше; меньшая часть в эмиграции — Великобритании, Ирландии, Германии, Швеции, Швейцарии, Франции, Италии, США (здесь первые Крупские записаны эмигрантами из Европы в 1880 году), Канаде, Австралии, Греции, Израиле, ЮАР.
Топонимы образованные от фамилии Крупских:
- Крупской Остров — остров архипелага Северной Земли в Таймырском Долгано-Ненецком районе Красноярского края России.
- Крупская — кубанская казацкая станица в Выселковском районе Краснодарского края России.
- Крупский — хутор Гулькевичского района (сельское поселение Венцы-Заря) Краснодарского края России.
- Крупский — хутор Сальского района (Сандатовское сельское поселение) Ростовской области России.
- Крупское — посёлок Нагайбакского района Челябинской области России (почтовый индекс 457660).
- Крупское — село Малинского района Житомирской области Украины.
- Крупское — село Конотопского района Сумской области Украины.
- Крупское — село Глобинского района Полтавской области Украины (ликвидировано в 1990 г.).
- Крупское — село Николаевского района Львовской области Украины (почтовый индекс 81636).
- Крупское — село Золотоношского района Черкасской области Украины (почтовый индекс 19760).
- Крупская — железнодорожная станция Красноярской железной дороги в Минусинском районе Красноярского края России
- Крупский — район Минской области Республики Беларусь.
- Крупский Млын — гмина и весь Тарногурского повята Силезского воеводства Польши.
- Крупский Остров — весь Красныставской гмины Красноставского павета Люблинского воеводства Польши.

и др..